# Хелоуин 5: Отмъщението на Майкъл Майърс
„Хелоуин 5: Отмъщението на Майкъл Майърс“ (на английски: Halloween 5: The Revenge of Michael Myers) е американски слашър филм на ужасите от 1989 г.

## Актьорски състав
- Доналд Плийзънс – д-р Самюъл Лумис
- Ели Корнел – Рейчъл Карутърс
- Даниъл Харис – Джейми Лойд
- Уенди Каплан – Тина Уилямс
- Дон Шанкс – Майкъл Майърс